# Richard Vogt (Boxer)
Richard Vogt (* 26. Januar 1913 in Hamburg; † 12. Juli 1988 in Hamburg) war ein deutscher Boxer und im Jahr 1936 Olympiateilnehmer.

## Leben
Der gelernte Landwirt Richard Vogt, der in Sportkreisen allgemein nur „Riedel“ Vogt genannt wurde, gewann im Jahr 1936 bei den Olympischen Spielen in Berlin nach der Niederlage im Finale gegen Roger Michelot die Silbermedaille im Halbschwergewicht.
Vogt wurde drei Mal deutscher Champion im Halbschwergewicht, im Jahr 1942 verlor er nach Punkten einen Kampf um die Europameisterschaft im Halbschwergewicht gegen den Italiener Luigi Musina. Im Jahr 1948, vor einer Kulisse von 20.000 Zuschauern in Berlin, schlug er den ehemaligen Schwergewichtsmeister Max Schmeling in dessen letztem Kampf. In der Verfilmung Max Schmeling – Eine deutsche Legende übernahm der Boxer Arthur Abraham die Rolle des Richard Vogt. Vogt hatte nach seinem Sieg über Schmeling noch 15 Kämpfe und zog sich im Alter von 39 im Jahr 1952 vom Boxsport zurück.
Am Ende seiner Laufbahn als Berufsboxer wechselte Vogt ins Catcherlager und war einige Jahre als Berufsringer tätig. Auch als Trabrennfahrer sorgte Vogt ebenfalls für Schlagzeilen, er besaß in Wandsbek 40 Morgen Land sowie einige Traberpferde und betätigte sich auch als Züchter.
Seinen Lebensabend verbrachte er in einem Altenheim in Hamburg-Wandsbek. Vogt, der an Krebs und der Parkinson-Krankheit litt, verstarb im Alter von 75 Jahren. 2003 wurde der Riedel-Vogt-Weg im Hamburger Stadtteil Jenfeld nach ihm benannt.